# Бацевичский сельсовет
Баце́вичский сельсовет — административная единица на территории Кличевского района Могилёвской области Белоруссии.

## Состав
Включает 20 населённых пунктов:
- Бацевичи — агрогородок.
- Берёзовка — деревня.
- Великая Старина — деревня.
- Дуброва — деревня.
- Заполье — агрогородок.
- Красный Берег — деревня.
- Любичи — деревня.
- Лютино — деревня.
- Малая Ольса — деревня.
- Михаловка — деревня.
- Новый Спор — деревня.
- Орлино — деревня.
- Осовы — деревня.
- Победа — деревня.
- Подъяблонька — деревня.
- Старый Спор — деревня.
- Усохи — деревня.
- Чирвоная Нива — деревня.
- Юзофин — деревня.
- Якимово Лядо — деревня.

Упразднённые населённые пункты:
В 2011 году был упразднён хутор Сотное.